# Língua comox
Comox, também chamada K'omoks, Sliammon, ɬəʔamɛn ou Ayeahjuthum, é uma língua Salishe litoral falada historicamente ne região norte do Estreito de Geórgia, na costa leste da Ilha Vancouver e no norte da Sunshine Coast. Colúmbia Britânica e ilhas próximas.

## Fonologia
Os sons Comox são os seguintes:
- Tenuis oclusiva: p, t, θ̂ [t͜θ], č [t͜ʃ], λ [t͜ɬ], q, qʷ, ʔ
- Ejetiva oclusiva: pʼ, tʼ, θ̂’, čʼ, λ’, kʼ, kʷʼ, qʼ, qʷʼ
- Sonore oclusiva: ǯ [d͡ʒ], g
- Fricativa: s, θ, š [ʃ], ɫ [ɬ], xʷ, x̩ [χ], x̩ʷ, h
- Nasal: m, n, l, w, y [j]
- Glotalizada ressonante: mʼ, nʼ, lʼ, wʼ, yʼ
- Vogais curtas: i ([i] ~ [ɛ]), a, u ([u] ~ [ɔ]), ə
- Vogais longas:  i: (ɛ:), a:, u:
- Tonicidade: v́

Características: Comox tem um bom número de consoantes uvular (q, qʷ, qʼ, qʷʼ, x̩, x̩ʷ). Czaykowski-Higgins observa que "o trabalho sobre a fonética Salish se concentrou principalmente nas propriedades das uvulares , faringeais e de retração. Não é de surpreender, pois algumas famílias linguísticas têm extensos inventários post-velares como os encontrados em Salish. "

## Escrita
Assim como acontece na língua beaver, a complexidade da fonética Comox' leva à existência de 59 símbolos entre letras simples, letras com diacríticos, duas letras juntas, etc no seu alfabeto latino. Há inclusive letras não tradicionais do nosso alfabeto (são 8). Isso se percebe na amostra de texto aqui apresentada.

## Amostra de texto
Hɛw xaƛs qayx kʷ malyɛs. Xaƛuxʷas ta kʷiškʷiš. jɛttan kʷa kʷiškʷiš. Malyɛtəm qayx ta kʷiškʷiš. Xaƛuxʷmotas šɛ saɬtus. Kʷʊtəm qayx šɛ paʔa t̓ᶿokʷ. Gyɛtas ta qayɛmɩxʷ: "Hɛsəm čɛ ʔaθ kʷaθ kʷətᶿ qaysəm?" Nanətəm šɛ pʔa gɩǰɛ. Xʷə natəm qayx. Łaxsxʷas ʔot.
Português
Mink realmente queria se casar novamente. Ele estava realmente apaixonada por Blue Jay azul,. ela era viúva . Mink casou com Jay . Ele amava sua esposa. Um dia Mink ficou muito doente . Ele pediu ao povo : " Onde vocês vão me colocar quando eu morrer ? " Eles informara um só lugar. Não, disse Mink. Ele não gostou.